# Elecciones al Senado de Argentina de 1904
Las Elecciones al Senado de la Nación Argentina de 1904 fueron realizadas a lo largo del mencionado año por las Legislaturas de las respectivas provincias para renovar 10 de las 30 bancas del Senado de la Nación. En la Capital Federal el senador fue electo mediante el sistema indirecto de votación, donde se eligieron a 44 electores que luego se reunirián en el Colegio Electoral y proclamarían al senador electo.

## Cargos a elegir
| Provincia           | Senado    | Senado    |
| Provincia           | Senadores | A renovar |
| ------------------- | --------- | --------- |
| Buenos Aires        | 2         | 1         |
| Capital Federal     | 2         | 1         |
| Catamarca           | 2         | —         |
| Córdoba             | 2         | —         |
| Corrientes          | 2         | 1         |
| Entre Ríos          | 2         | —         |
| Jujuy               | 2         | 2         |
| La Rioja            | 2         | —         |
| Mendoza             | 2         | 1         |
| Salta               | 2         | —         |
| San Juan            | 2         | 1         |
| San Luis            | 2         | —         |
| Santa Fe            | 2         | 1         |
| Santiago del Estero | 2         | 1         |
| Tucumán             | 2         | 1         |
| Total               | 30        | 10        |

## Resultados por provincia
| Provincia           | Senador electo            |
| ------------------- | ------------------------- |
| Buenos Aires        | Manuel Láinez             |
| Capital Federal     | Benito Villanueva         |
| Corrientes          | Manuel Florencio Mantilla |
| Jujuy               | Domingo T. Pérez          |
| Jujuy               | Sergio Alvarado           |
| Mendoza             | Elías Villanueva          |
| San Juan            | Domingo Morón             |
| Santa Fe            | Rafael M. Funes           |
| Santiago del Estero | José Domingo Santillán    |
| Tucumán             | Alberto L. de Soldati     |

1. ↑  Falleció el 17 de octubre de 1909, lo reemplaza Juan Luis Resoagli el 29 de abril de 1910.
2. ↑  Falleció el 18 de mayo de 1910, lo reemplaza Manuel Padilla el 20 de mayo de 1911.
3. ↑  Renunció el 1 de mayo de 1910, lo reemplaza Manuel Carrillo el 7 de junio de 1910.
4. ↑  Falleció el 15 de mayo de 1906, lo reemplaza Enrique Godoy el 15 de mayo de 1906. Enrique Godoy falleció el 12 de mayo de 1912, lo reemplaza Alberto Jameson de la Precilla el 27 de julio de 1912.
5. ↑  Renunció el 28 de octubre de 1904, lo reemplaza Luis Generoso Pinto el 6 de junio de 1905. Luis Generoso Pinto falleció el 9 de agosto de 1912, no fue reemplazado.

### Capital Federal
Elección el 6 de marzo de 1904.
|  | 40,93 % |

|  | 32,25 % |

|  | 26,82 % |

|  | 100 % |